# Лекорню, Леон
Леон Франсуа Альфред Лекорню (фр. Léon François Alfred Lecornu; 13 января 1854, Кан, Нормандия — 13 ноября 1940, Сент-Обен-сюр-Мер, Кальвадос) — французский инженер и физик, специалист в области применения дифференциальной геометрии в промышленных технологиях, от оптики до механических регуляторов.

## Биография
Сын Франсуа Армана Артура Лекорню (фр. François Armand Arthur Lecornu), торговца кружевами, и Клементины Эжени Льегар (Clémentine Eugénie Liégard), Леон был вторым в семье из восьми детей. Его отец, Артур Лекорню, в 1858 году основал в Каене центральную мануфактуру, деятельность которой заключалась в изготовлении женами рыбаков кружев ручной работы.
Его брат Жозеф Лекорню был инженером и известным французским специалистом по воздушным змеям начала XX века. После окончания средней школы в лицее Каена, Леон Лекорню поступил 20 октября 1872 года в политехническую школу (класс 1872 года) и занял второе место на выпускном экзамене в августе 1874 года. В 1875 году окончил инженерную горную Школу. Здесь он познакомится с будущими маршалами Фошем и Файолем, а также с Пуанкаре. С 1878 по 1910 год он работал инженером по техническому надзору на Западной и Государственной железных дорогах. В 1880 году он защитил докторскую диссертацию на тему Равновесие гибких поверхностей.
7 февраля 1882 года в Сен-Обен-сюр-Мер он женился на Мадемуазель Генриетте Фавро (Henriette Favreau), художнице, родившейся 2 ноября 1860 года в Ромийи-сюр-Сен.
В 1893 году он был назначен профессором факультета в Кане, затем в горной школе в 1900 году и в политехнической школе в 1904 году. В 1910 году он был избран членом Академии наук по отделению механики.
Выйдя на пенсию инженером, Леон Лекорню продолжил преподавание в Политехнической школе до 1927 года, а также в Высшей школе аэронавтики. Леон Лекорню был свидетелем первых полетов Уилбура Райта в 1908 году. Он также встретился с Чарльзом Линдбергом 25 мая 1927 года в парижской ратуше, через пять дней после сказочного беспосадочного пересечения Атлантики.
Он умер 13 ноября 1940 года в своем доме в Сен-Обен-сюр-Мер. Из-за трудностей со связью, вызванных войной, похороны были упрощены. Его тело перевезено в Байё, где он был похоронен вместе со своей женой Генриеттой Фавро.